# Ambrogio della Robbia
Ambrogio della Robbia ou Fra' Ambrogio della Robbia est un moine et un sculpteur italien actif au XVIe siècle de la Renaissance toscane, un des membres de la famille d'artistes italiens des Della Robbia, un des douze fils d'Andrea. Comme son père, et comme quatre de ses frères, il se spécialisa dans le travail de la terre cuite émaillée (terracotta invetriata).

## Biographie
D'après les Mémoires de Padre Marchese, Fra Ambrogio della Robbia aurait été compagnon  et ami de Fra Bartolomeo au couvent San Marco de Florence. Il aurait réalisé des terracotta exclusivement pour les églises et couvents de l'ordre dominicain avec Fra Mattia.

## Œuvres
- Crèche da la Nativité (1504), Église Santo Spirito de Sienne
- Trois médaillons (1509), l'église Santa Maria della Quescia, Viterbe
- Deposizione (1510), Chiesa di San Felice in Piazza, Florence
- Madonna col Bambino e quattro santi (1511), Pieve di Santa Maria Assunta a Lizzano, frazione de  San Marcello Pistoiese
- terracotta (1526), dans la crypte de la Chiesa e Abbazia di San Firmano, Montelupone
- L’Assunta fra i Santi Giorgio, Girolamo, Francesco e Antonio da Padova, palazzo comunale de Pergola
- Sainte Madeleine pénitente, Chiesa di Sant´Agostino, Potenza Picena
- Sepoltura di Cristo (~1521), Musée national du Bargello, Florence
- David (1523) médaillon, Saint Laurent (perdu), Cristo portacroce (1514), chartreuse de Galluzzo, Florence